# Amhults trädgårdsstad

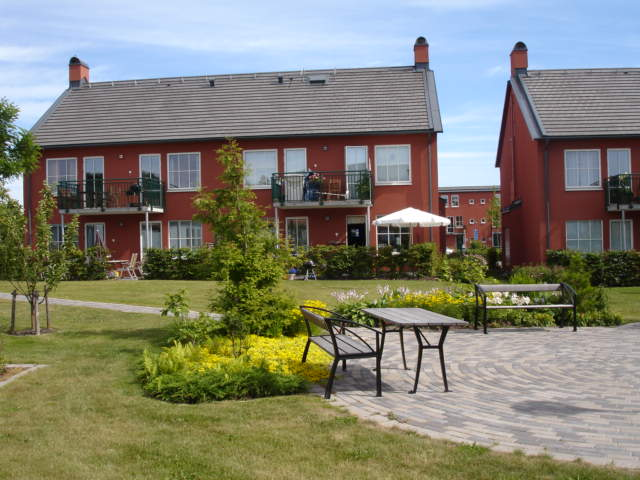
Vy från Krogens Gård.

Amhults trädgårdsstad är ett bostadsområde i Torslanda utanför Göteborg med 300 hyresrätter. Det uppfördes mellan 2003 och 2005 och är ritat av arkitektfirman Wahlström & Steiner. Området ägs av Bostadsbolaget.
Den engelska trädgårdsstaden står som grundmodell för området, där Amhults Trädgårdsstad är en modern version med småskalig, sammanhållen bebyggelse där gränsen mot omgivningen är tydlig. Stor vikt har lagts vid utomhusmiljön, med trädgårdsliknande gårdar, odlingslotter och stor variation i växtsortimentet, med över 600 olika växter. Avenbokshäckar skapar en privat zon till de offentliga rummen.
Trädgårdsstaden är till stor del byggd på gamla Torslanda flygplats, som lades ner 1977, då Landvetter flygplats tog över flygtrafiken.
Amhults Trädgårdsstad fick stor uppmärksamhet vid Bo i Göteborg.